# Bavayia septuiclavis
Bavayia septuiclavis es una especie de gecko del género Bavayia, perteneciente a la familia Diplodactylidae. Fue descrita científicamente por Sadlier en 1989.

## Distribución
Se encuentra en el sur de Nueva Caledonia.